# Shigeru Ban
Shigeru Ban (坂 茂, Ban Shigeru), född 5 augusti 1957 i Tokyo, Japan, är en japansk arkitekt. 

## Biografi
Shigeru Ban studerade vid Southern California Institute of Architecture och på The Cooper Union for the Advancement of Science and Art, där han studerade under John Hejduk och tog examen 1984.
Enligt Ban är arkitektens sociala ansvar kopplat till bland annat ett ökat antal globala katastrofer – både orsakade av människor och av naturen. Hans eget arbete med nödbostäder byggda i papp till katastrofområden i Rwanda, Turkiet och Kobe, Japan, vittnar om ett sådant förhållningssätt. Utifrån erfarenheter med just pappstrukturer har han ritat ett nytt Centre Pompidou i franska Metz. 
Genom nyfikenhet, experimentlust, uppfinningsrikedom och humor skapar Ban en arkitektur som strävar mot ett hushållande med våra resurser.

## Pappersrör som byggmaterial
Bans formella utforskningar med grundläggande byggmaterial hjälpte till att leda honom till unika strukturella lösningar med nya material. Bans experimentella utveckling av konstruktioner av pappersrör startade 1986. Han fann att pappersrörs materiella kvalitet var mycket bättre än förväntat och noterade att det också är tillgängligt över hela världen.
Pappersrör är oftast tillgängliga från tillverkare som tillhandahåller pappersrör för användning i textilfabriker, som i fallet med katastrofskyddsprojektet i Ahmedabad, Indien.
Begränsad tillgång till material under katastrofer är ett stort problem och innebär ökade marknadspriser. Pappersrör å andra sidan, som inte är ett typiskt byggmaterial, är jämförelsevis billigt och mycket lättillgängligt.
I ett specialfall i Turkiet 1999 kunde Ban få pappersrör gratis. Pappersrör visade sig också vara fördelaktiga för att bygga nödskydd under flyktingkrisen i Rwanda 1994, där användningen av träd skapade problem med avskogning och det var svårt att hitta alternativa byggmaterial. 
Bland hans verk kan nämnas en temporär katolsk kyrka i Kobe, Japan (1995–2005), flyttad till Taiwan och Cardboard Cathedral i Christchurch, Nya Zeeland.
Shigeru Ban belönades 2014 med Pritzkerpriset.

## Galleri

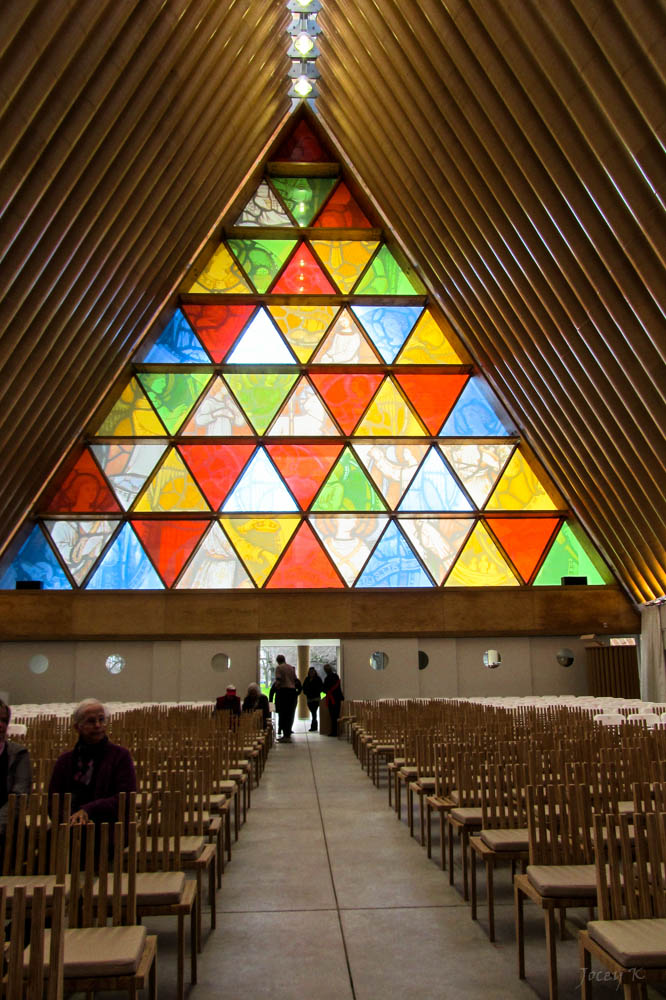
Interiör av Cardboard Cathedral mot väster.
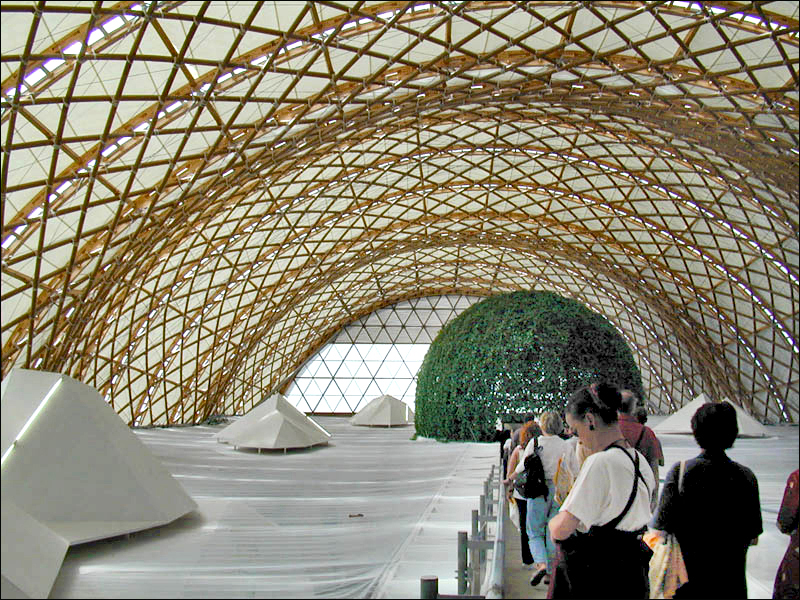
Japanska paviljongen på Expo 2000 i Hannover.
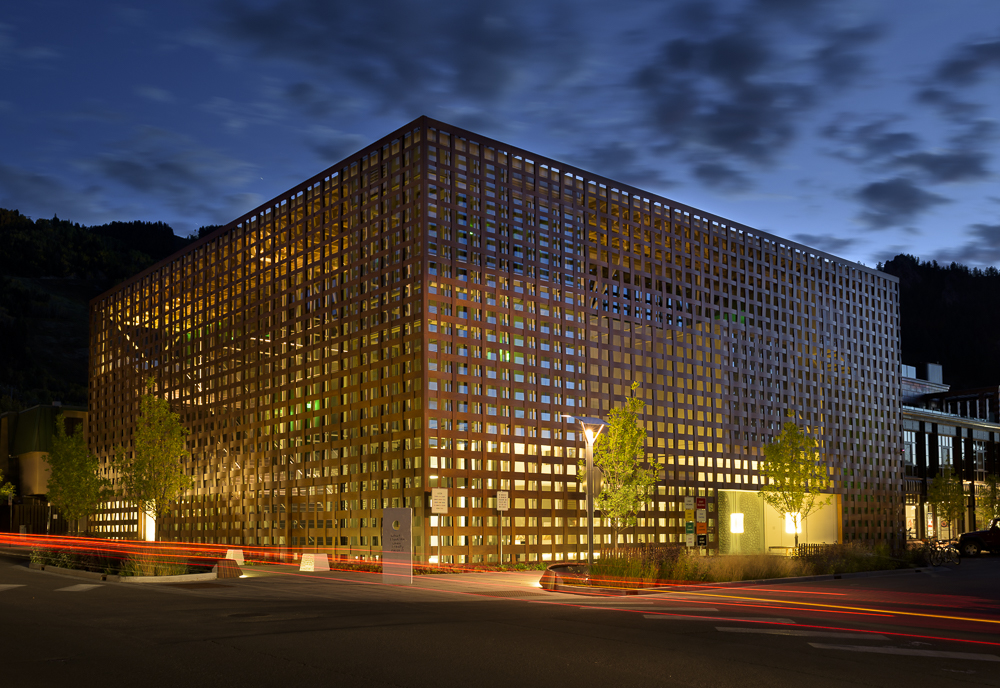
Aspen Art Museum
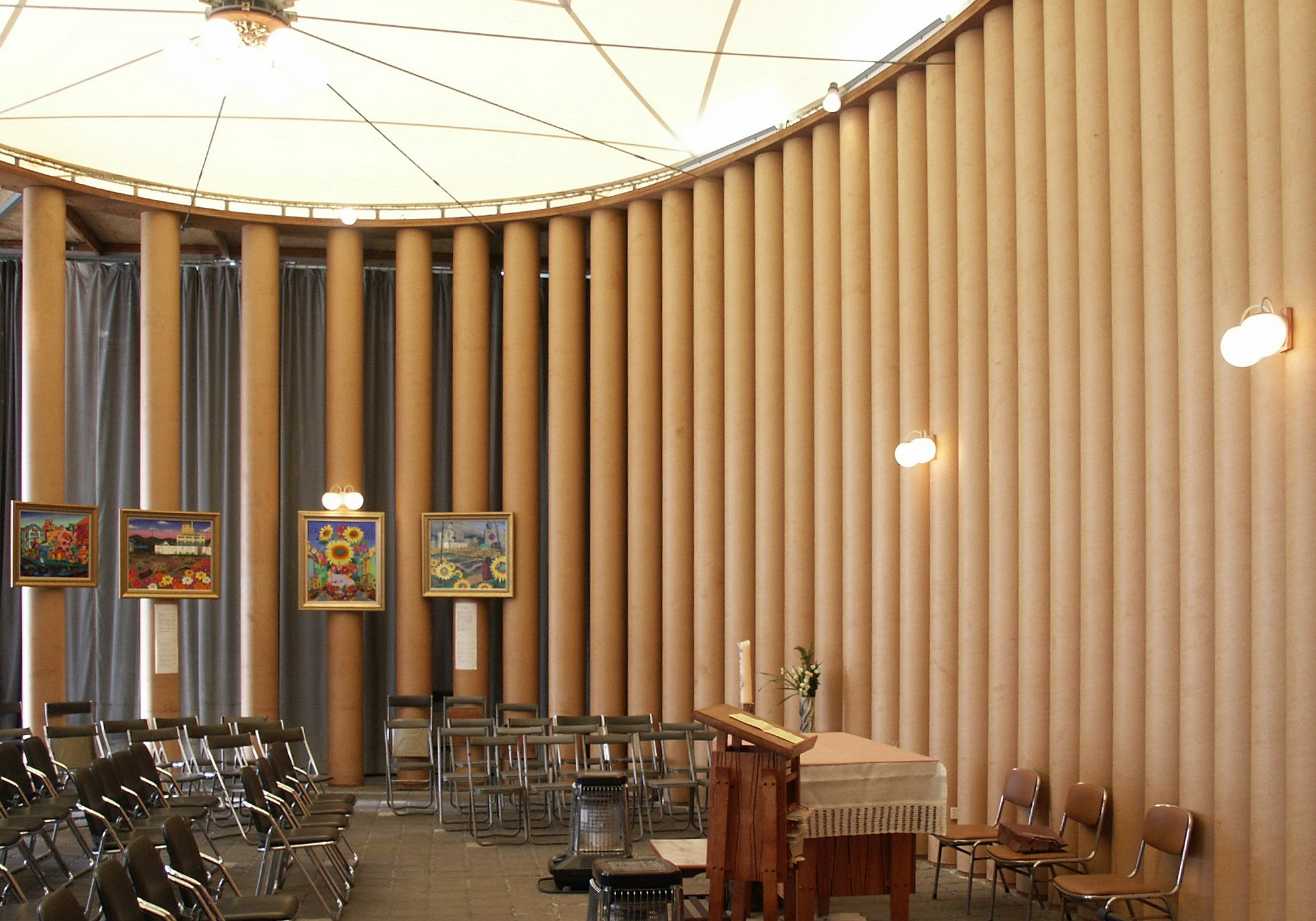
Katolska kyrkan i Kobe.